# Referéndum sobre la Constitución Europea en Luxemburgo
El referéndum sobre el Tratado que establece una Constitución para Europa se celebró en Luxemburgo el 10 de julio de 2005. Ganó el SÍ.
- SÍ: 56,52% (109.494 votos)
- NO: 43,48% (84.221 votos)

El SI estaba respaldado por partidos como el Partido Popular Social Cristiano.